# Diederich Eckardt
Diederich Eckardt (* 1961 in Minden) ist ein deutscher Rechtswissenschaftler und Hochschullehrer an der Universität Trier.

## Leben und Wirken
Eckardt studierte von 1981 bis zu seinem Ersten Juristischen Staatsexamen 1986 Rechtswissenschaften an den Universitäten Bonn und Köln. 1990 legte er sein Zweites Staatsexamen ab und war anschließend als wissenschaftlicher Mitarbeiter an der Universität Bonn. Dort wurde er 1993 unter Betreuung von Walter Gerhardt mit einer insolvenzrechtlichen Arbeit zum Dr. iur. promoviert. 2003 habilitierte er sich ebenfalls in Bonn mit der bislang unveröffentlichten Schrift Rechtskraft und Entscheidungsgründe und erhielt die Venia legendi für die Fächer Bürgerliches Recht, Zivilprozessrecht, weiter internationales Zivilverfahrensrecht, Insolvenzrecht und Prozessrechtsvergleichung.
Es folgten Lehrstuhlvertretungen an den Universitäten Bonn, Siegen und Heidelberg. Seit dem Sommersemester 2005 hat Eckardt an der Universität Trier den Lehrstuhl für Bürgerliches Recht und Zivilprozessrecht inne und war von 2009 bis 2010 Dekan der Trierer rechtswissenschaftlichen Fakultät. 2009 war er einer der Mitbegründer des Rheinland-pfälzischen Zentrums für Insolvenzrecht und Sanierungspraxis und ist seitdem dessen geschäftsführender Direktor. Eckardts Forschungsschwerpunkte liegen vor allem im deutschen, internationalen und europäischen Zivilverfahrens- und Insolvenzrecht, in der Prozessrechtsvergleichung sowie im Bürgerlichen Vermögensrecht.
Eckardt ist verheiratet und Vater einer Tochter.

## Schriften (Auswahl)
- Die Anfechtungsklage wegen Gläubigerbenachteiligung: Zur Anfechtungsfrist nach § 41 KO (§§ 3,12 AnfG, 10 GesO, 165 EInsO) und dem Erfordernis fristgemäßer gerichtlicher Geltendmachung der Anfechtungsrechtsfolgen. Gieseking, Bielefeld 1994, ISBN 978-3-7694-0249-0 (Dissertation).
- Grundpfandrechte im Insolvenzverfahren. 15. Auflage. RWS, Köln 2019, ISBN 978-3-8145-7805-7.